# Bunker (schip)

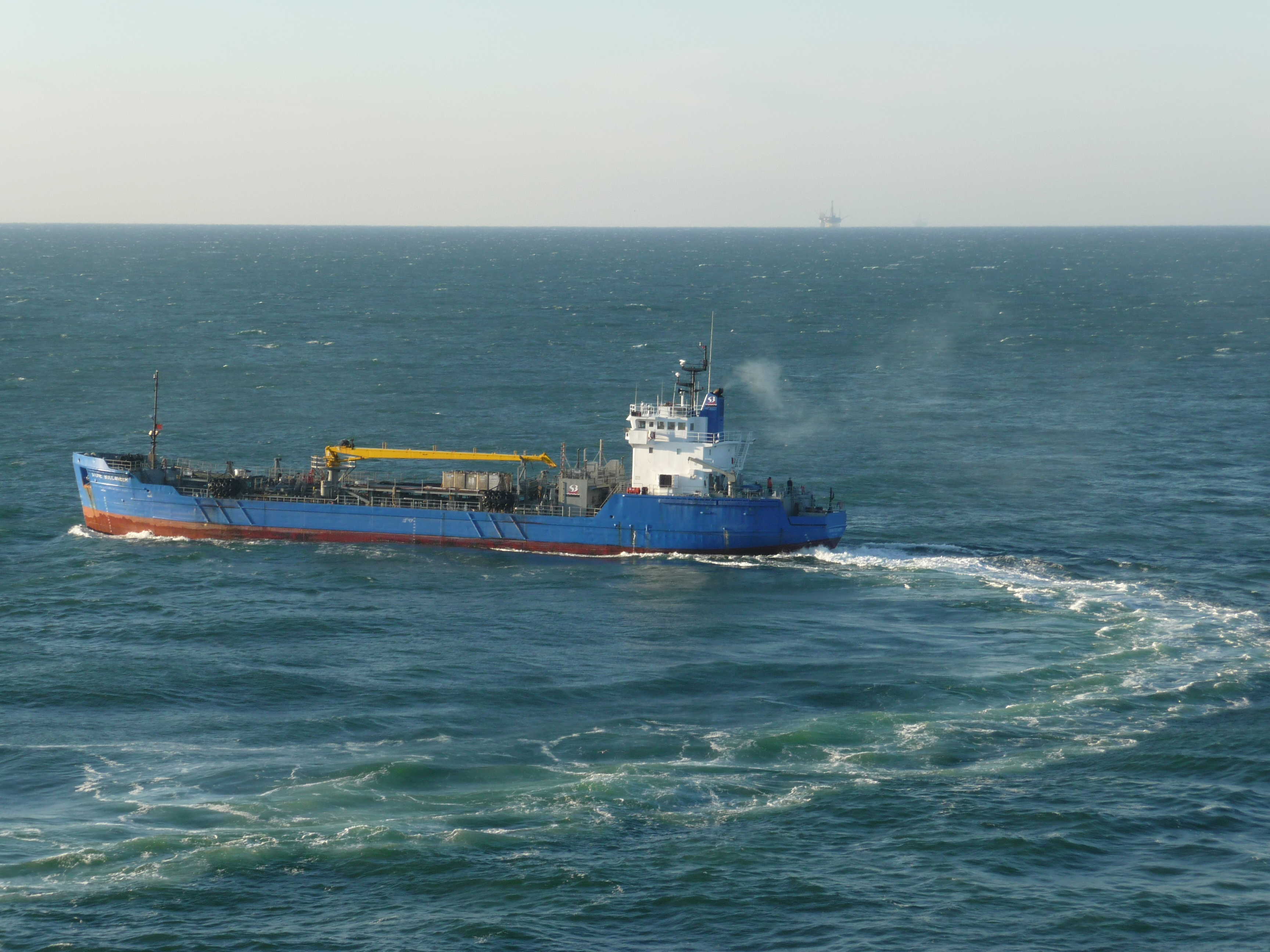
Bunkerschip Stone Buccaneer

Een bunker van een schip is de ruimte waar de brandstof (vanouds steenkool, sedert de Tweede Wereldoorlog steeds bunkerolie) voor de motoren tijdens de reis wordt opgeslagen. Een schip heeft er vaak meerdere. Het innemen van brandstof noemt men daarom ook bunkeren. 
Bunkeren wordt in de volksmond ook wel gebruikt als iemand tijdens de maaltijd buitensporig veel eet, in analogie met het bunkeren bij een schip.